# Jødegeorgisk
Jødegeorgisk (קיברולי) er det eneste jødiske sprog i den kartvelske sprogfamilie. Sproget bruges af omkring 80.000, hvoraf 60.000 i dag bor i Israel, og 20.000 i Georgien. Statussen som selvstændigt sprog skilt fra georgisk debatteres; nogle hævder, at det kun er en dialekt af georgisk, med en del hebraiske låneord.
I lighed med andre jødiske sprog er jødegeorgisk på tilbagegang i Israel, til fordel for hebraisk. I Georgien er sprogets status uforandret fra tidligere, med undtagelse af at mange af dem, som talte det er flyttet til Israel siden 1970.